# Allen Ginsberg
Irwin Allen Ginsberg (3. juni 1926 – 5. april 1997) var en amerikansk digter. Han er kendt som et fremtrædende medlem af den amerikanske beatgeneration, der blandt andre også talte Jack Kerouac, William S. Burroughs og Lawrence Ferlinghetti.
Ginsberg blev født ind i en jødisk familie i Newark, New Jersey. Han voksede op i den nærliggende by Paterson, hvor hans senere mentor, forfatteren William Carlos Williams også boede. Hans far Louis Ginsberg var digter og gymnasielærer. Hans mor Naomi Levy Ginsberg var aktivt medlem af det kommunistiske parti i USA. I løbet af Ginsbergs opvækst blev hans mor erklæret mentalt syg. Trods sin jødiske baggrund bekendte Ginsberg sig senere i livet til buddhismen.
I 1956 debuterede han med sit berømte digt Howl, der var et opgør med, hvad Ginsberg anså for efterkrigstidens ødelæggende materialisme og konformitet. Digtets referencer til Ginsbergs homoseksualitet og eksperimenteren med ulovlige stoffer førte til at 520 kopier af digtet blev beslaglagt den 25. marts 1957. Kort efter blev udgiveren Lawrence Ferlinghetti anklaget for udbredelse af utugtige skrifter. Han vandt sagen, da dommeren, Clayton Horn, udtrykte at digtet havde social relevans. Sagen blev dækket i mange amerikanske og europæiske medier og var medvirkende til, at Howl fik en bred læserskare både i og uden for USA.
Howl blev første gang oversat til dansk af Poul Sørensen under titlen Hylen. Offentliggjort i Vindrosen nr. 4 maj 1959.